# Blera (ruồi)
Blera là một chi ruồi trong họ Syrphidae. Chi này có các loài chủ yếu sinh sống ở Bắc Mỹ, dù có 3 loài sinh sống ở châu Âu.

## Loài
- Blera analis (Macquart, 1842)
- Blera armillata (Osten Sacken, 1875)
- Blera badia (Walker, 1849)
- Blera confusa Johnson, 1913
- Blera eoa (Stackelberg, 1928)[3][4]
- Blera fallax (Linnaeus, 1758)[2][3]
- Blera flukei (Curran, 1953)
- Blera garretti (Curran, 1924)
- Blera humeralis (Williston, 1882)
- Blera japonica (Shiraki, 1930)
- Blera johnsoni (Coquillett, 1894)
- Blera metcalfi (Curran, 1925)
- Blera nigra (Williston, 1887)
- Blera nigripes (Curran, 1925)
- Blera nitens (Stackelberg, 1923)
- Blera notata (Wiedemann, 1830)
- Blera ochrozona (Stackelberg, 1928)
- Blera pictipes (Bigot, 1883)
- Blera robusta (Curran, 1922)
- Blera scitula (Williston, 1887)
- Blera umbratilis (Williston, 1887)
- Blera violovitshi Mutin, 1991
- Blera yudini Barkalov, 1991

Danh sách này không đầy đủ, bạn cũng có thể giúp mở rộng danh sách.